# Ярослав Александрович (князь городенский)
Это статья о сыне тверского князя. О рязанском князе см. Ярослав Александрович
Ярослав Александрович (? — 1435) — князь городенский (?), младший сын Александра Ивановича Тверского.
В 1432 году послан старшим братом Борисом с городенским полком в Литву на помощь Свидригайло в борьбе последнего с Сигизмундом. Предполагается, что в дальнейшем Ярослав оказывал помощь Свидригайло в 1433 и 1435 годах и погиб в битве под Вилькомиром. 